# Archelaphe bella
Archelaphe bella là một loài rắn trong họ Colubridae. Loài này được Stanley mô tả khoa học đầu tiên năm 1917.